# Nicolás Vikonis
Nicolás Vikonis, vollständiger Name Nicolás Vikonis Mureau, (* 6. April 1984 in Montevideo) ist ein uruguayischer Fußballspieler.

## Karriere

### Vereine
Der 1,84 Meter große Torhüter stand zu Beginn seiner Karriere von 2001 bis Ende 2004 in Reihen der Mannschaft von Huracán Buceo. Im Jahr 2005 gehörte er dem Kader von Centro Atlético Fénix an. Liverpool Montevideo war in den Jahren 2006 und 2007 sein Arbeitgeber. Bei den Montevideanern lief er saisonübergreifend in 21 Spielen der Primera División auf. Im Februar 2008 verpflichteten ihn die Rampla Juniors. In der Saison 2008/09 absolvierte er 20 Erstligapartien für den Klub. Mitte August 2009 schloss er sich dem Club Sportivo Cerrito an. 13 Erstligaeinsätzen in der Spielzeit 2009/10 folgten mindestens 19 weitere Spiele für den ebenfalls in der uruguayischen Hauptstadt beheimateten Verein in der Segunda División während der Saison 2010/11. Von Ende Juli 2011 bis in den September jenes Jahres wird für ihn ein kurzzeitiges Engagement in Rumänien bei Dinamo Bukarest geführt. Anschließend spielte er bis Ende 2012 für Atlético Bucaramanga. Für die Kolumbianer bestritt er 33 Partien in der Primera B und sechs Begegnungen in der Copa Colombia. Sodann wechselte er zu Patriotas Boyacá. Dort kam Vikonis in 57 Aufeinandertreffen der Primera A und zehn Pokalspielen zum Einsatz. Seit Jahresanfang 2015 setzte er seine Karriere beim Millonarios FC fort. Bislang (Stand: 17. Dezember 2017) wurde er beim kolumbianischen Erstligisten in 120 Ligapartien, sieben Pokalspielen und zwei Begegnungen der Copa Libertadores 2017 eingesetzt. Mit Millonarios wurde er in der Finalización 2017 kolumbianischer Meister.

### Nationalmannschaft
Vikonis gehörte dem Kader der uruguayischen U-17-Nationalmannschaft an, die an der U-17-Südamerikameisterschaft 2001 in Peru teilnahm.

## Erfolge
- Millonarios FC
  - Kolumbianischer Meister: 2017 (Finalización)